# Müşerref Göksever
Müşerref Göksever (n. 1989) é uma atriz turca de teatro, cinema e televisão. Ela é formada em teatro pela Universidade de Süleyman Demirel, e também é professora na Universidade de 18 de Março em Çanakkale.